# Škoda Rapid
La Škoda Rapid è una autovettura prodotta dalla casa automobilistica ceca Škoda Auto dal 2012 al 2019. È disponibile con carrozzeria berlina a quattro porte 3 volumi e cinque porte 2 volumi (Spaceback).
Il nome Rapid è già stato precedentemente utilizzato per altre vetture della casa ceca, come per la Škoda Rapid del 1935-1947 e per la Skoda Rapid del 1984; quest'ultima era una coupé con motore posteriore.

## Produzione
La Rapid condivide molte parti con la SEAT Toledo IV serie, costruita nella stessa fabbrica di Mladá Boleslav. I veicoli per i mercati asiatici vengono invece costruiti nella fabbrica di Shanghai della Volkswagen. Il modello è commercializzato in tutti i mercati europei: tuttavia, nei paesi di lingua italiana (Italia, Svizzera italiana, San Marino), dopo un iniziale periodo di commercializzazione, la variante a tre volumi (sedan) della vettura è stata ritirata dal mercato.

## Profilo

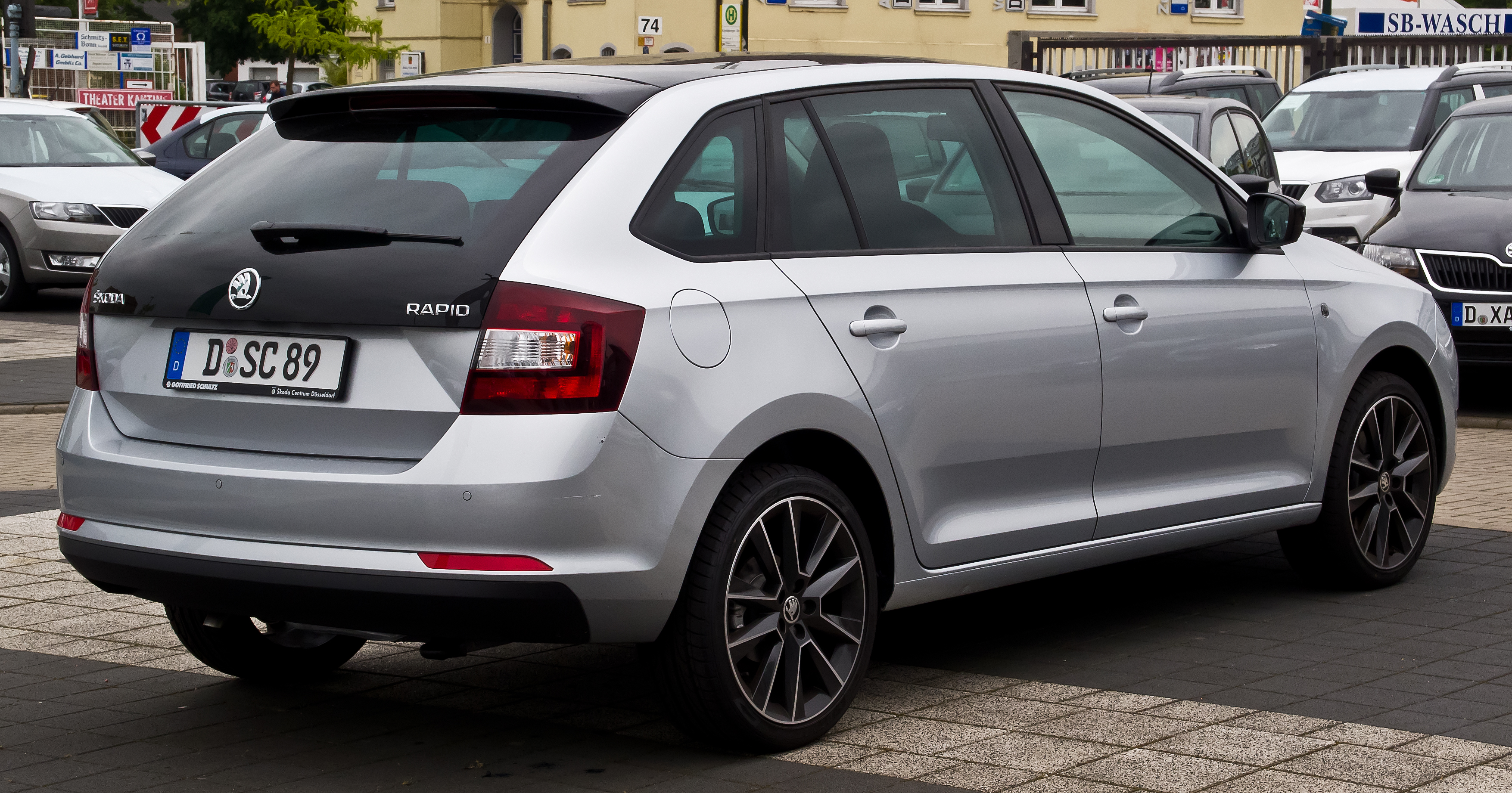
Vista posteriore Rapid Spaceback

La Rapid è il primo modello Škoda caratterizzato dal nuovo linguaggio stilistico del marchio; il suo aspetto presenta un linguaggio estetico minimalista e squadrato, sviluppato dal capo-designer della Škoda Josef Kaban, introdotto ufficialmente nel prototipo MissionL, presentato al Salone di Francoforte 2011. La vettura si inserisce nella fascia di mercato tra la Fabia e la terza generazione della Octavia, dove la Škoda non aveva modelli.
La Rapid si basa sulla piattaforma PQ25 del Gruppo Volkswagen e ha motori e vari organi meccanici in comune con altre auto del gruppo.

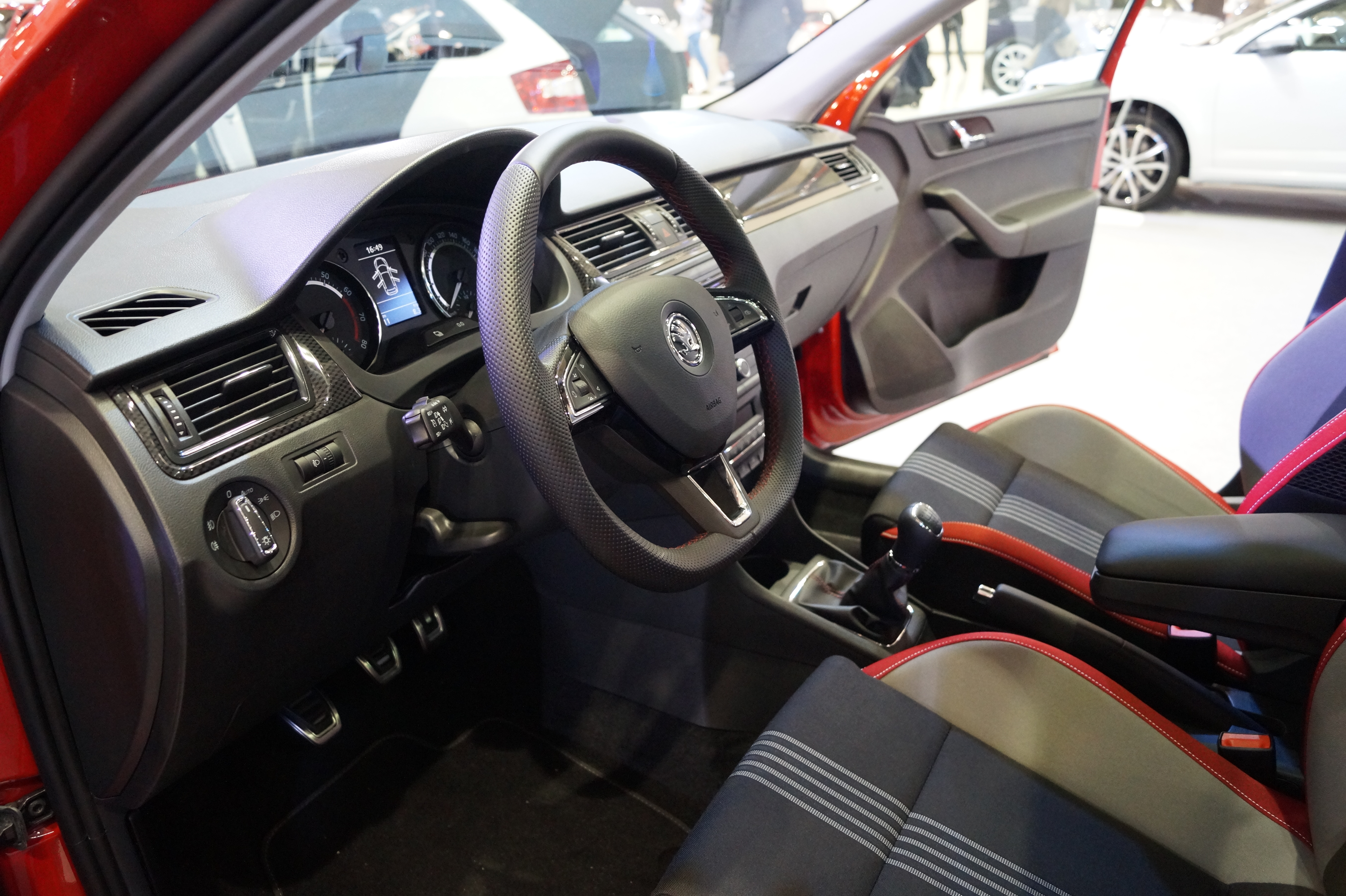
Interni di una Škoda Rapid

In India un modello col nome Rapid è prodotto dal 2011, però non ha nulla in comune con il modello disponibile in Europa.
La Rapid è stata introdotta nel mese di ottobre 2012 come berlina a tre volumi con portellone posteriore. Dal settembre 2013 è stata presentata anche una versione più corta e a due volumi chiamata Rapid Spaceback. La gamma dei motori per entrambe le versioni è identica, solo il motore più piccolo con 55 kW non è disponibile per la Rapid Spaceback. La Spaceback condivide il passo e il frontale della tre volumi, ma utilizza un corpo simile a una station wagon, con una parte posteriore accorciata e una sezione posteriore ridotta. Nonostante la forma da "fastback sportiva" della parte posteriore, la capacità del bagagliaio è valutato tra i 415 litri a divano in uso e i 1380 litri con il divano abbattuto. Per la Rapid Spaceback è disponibile, con un supplemento di prezzo, un tetto panoramico in vetro che si estende fino al lunotto posteriore.